# Olympische Jugend-Winterspiele 2020/Teilnehmer (Kasachstan)
| Gelbes Symbol für Goldmedaillen mit stilisierten Olympischen Ringen | Graues Symbol für Silbermedaillen mit stilisierten Olympischen Ringen | Braundes Symbol für Bronzemedaillen mit stilisierten Olympischen Ringen |
| ------------------------------------------------------------------- | --------------------------------------------------------------------- | ----------------------------------------------------------------------- |
| —                                                                   | —                                                                     | —                                                                       |

Kasachstan nahm an den Olympischen Jugend-Winterspielen 2020 im Schweizerischen Lausanne mit 26 Athleten (13 Jungen und 13 Mädchen) in neun Sportarten teil.

## Teilnehmer nach Sportarten

### Biathlon
| Athleten                                                                | Wettbewerbe          | Zeit        | Fehler       | Rang |
| ----------------------------------------------------------------------- | -------------------- | ----------- | ------------ | ---- |
| Jungen                                                                  |                      |             |              |      |
| Arseni Besginow                                                         | 7,5 km Sprint        | 23:20,1 min | 7 (2+5)      | 66   |
| Arseni Besginow                                                         | 12 km Einzel         | 38:45,6 min | 6 (3+1+1+1)  | 34   |
| Danil Tscherwenko                                                       | 7,5 km Sprint        | 21:42,6 min | 4 (0+4)      | 33   |
| Danil Tscherwenko                                                       | 12 km Einzel         | 39:17,4 min | 6 (0+2+2+2)  | 41   |
| Wadim Kurales                                                           | 7,5 km Sprint        | 20:48,8 min | 4 (3+1)      | 18   |
| Wadim Kurales                                                           | 12 km Einzel         | 38:32,8 min | 7 (3+2+0+2)  | 32   |
| Mädchen                                                                 |                      |             |              |      |
| Uljana Ardalionowa                                                      | 6 km Sprint          | 20:09,1 min | 1 (1+0)      | 23   |
| Uljana Ardalionowa                                                      | 10 km Einzel         | 40:55,6 min | 8 (3+2+0+3)  | 65   |
| Arina Kuprijanowa                                                       | 6 km Sprint          | 21:49,4 min | 5 (2+3)      | 63   |
| Arina Kuprijanowa                                                       | 10 km Einzel         | 41:04,2 min | 10 (3+3+3+1) | 67   |
| Wlada Wassiltschenko                                                    | 6 km Sprint          | 21:47,0 min | 4 (2+2)      | 62   |
| Wlada Wassiltschenko                                                    | 10 km Einzel         | 42:29,2 min | 12 (3+3+3+3) | 73   |
| Mixed                                                                   |                      |             |              |      |
| Uljana Ardalionowa Wadim Kurales                                        | Single Mixed-Staffel | 43:45,0 min | 1+9 0+5      | 8    |
| Uljana Ardalionowa Wlada Wassiltschenko Danil Tscherwenko Wadim Kurales | Mixed-Staffel        | 1:15:42,3 h | 0+6 1+8      | 9    |

### Eishockey
Im 3×3 Eishockey spielten die Athleten in gemischten Mannschaften.
| Mannschaft    | Athleten | Vorrunde       | Vorrunde | Halbfinale    | Halbfinale    | Finale/Spiel um Bronze | Finale/Spiel um Bronze | Rang |
| Mannschaft    | Athleten | Gegner         | Ergebnis | Gegner        | Ergebnis      | Gegner                 | Ergebnis               | Rang |
| ------------- | --- | -------------- | -------- | ------------- | ------------- | ---------------------- | ---------------------- | ---- |
| Jungen        | |                |          |               |               |                        |                        |      |
| _ Team Grau   | Thawab Al-Subaey Alejandro Resendiz Nowruz Baýhanow Gosei Daikuhara Timofei Katkow Pablo Mata Sohn Hyun Patrik Melicher Jan Billa Nino Tomow Boldizsár Szalay Lukas Svedin Alexei Baidek         | _ Team Blau    | 9:8      | ausgeschieden | ausgeschieden | ausgeschieden          | ausgeschieden          | 5    |
| _ Team Grau   | Thawab Al-Subaey Alejandro Resendiz Nowruz Baýhanow Gosei Daikuhara Timofei Katkow Pablo Mata Sohn Hyun Patrik Melicher Jan Billa Nino Tomow Boldizsár Szalay Lukas Svedin Alexei Baidek         | _ Team Gelb    | 11:8     | ausgeschieden | ausgeschieden | ausgeschieden          | ausgeschieden          | 5    |
| _ Team Grau   | Thawab Al-Subaey Alejandro Resendiz Nowruz Baýhanow Gosei Daikuhara Timofei Katkow Pablo Mata Sohn Hyun Patrik Melicher Jan Billa Nino Tomow Boldizsár Szalay Lukas Svedin Alexei Baidek         | _ Team Braun   | 6:16     | ausgeschieden | ausgeschieden | ausgeschieden          | ausgeschieden          | 5    |
| _ Team Grau   | Thawab Al-Subaey Alejandro Resendiz Nowruz Baýhanow Gosei Daikuhara Timofei Katkow Pablo Mata Sohn Hyun Patrik Melicher Jan Billa Nino Tomow Boldizsár Szalay Lukas Svedin Alexei Baidek         | _ Team Rot     | 13:9     | ausgeschieden | ausgeschieden | ausgeschieden          | ausgeschieden          | 5    |
| _ Team Grau   | Thawab Al-Subaey Alejandro Resendiz Nowruz Baýhanow Gosei Daikuhara Timofei Katkow Pablo Mata Sohn Hyun Patrik Melicher Jan Billa Nino Tomow Boldizsár Szalay Lukas Svedin Alexei Baidek         | _ Team Grün    | 6:14     | ausgeschieden | ausgeschieden | ausgeschieden          | ausgeschieden          | 5    |
| _ Team Grau   | Thawab Al-Subaey Alejandro Resendiz Nowruz Baýhanow Gosei Daikuhara Timofei Katkow Pablo Mata Sohn Hyun Patrik Melicher Jan Billa Nino Tomow Boldizsár Szalay Lukas Svedin Alexei Baidek         | _ Team Schwarz | 8:16     | ausgeschieden | ausgeschieden | ausgeschieden          | ausgeschieden          | 5    |
| _ Team Grau   | Thawab Al-Subaey Alejandro Resendiz Nowruz Baýhanow Gosei Daikuhara Timofei Katkow Pablo Mata Sohn Hyun Patrik Melicher Jan Billa Nino Tomow Boldizsár Szalay Lukas Svedin Alexei Baidek         | _ Team Orange  | 5:2      | ausgeschieden | ausgeschieden | ausgeschieden          | ausgeschieden          | 5    |
| Mädchen       | |                |          |               |               |                        |                        |      |
| _ Team Orange | Polina Lubenez Wang Meihe Sanne Claessens Saskia Rohregger Isabel Walberg Molly Lukowiak Yoo Seo-young Nadia Sancha Sena Hasegawa Dóra Véghelyi Emma Hofbauer Julija Wolkowa Kristina Tschernowa | _ Team Rot     | 8:6      | ausgeschieden | ausgeschieden | ausgeschieden          | ausgeschieden          | 8    |
| _ Team Orange | Polina Lubenez Wang Meihe Sanne Claessens Saskia Rohregger Isabel Walberg Molly Lukowiak Yoo Seo-young Nadia Sancha Sena Hasegawa Dóra Véghelyi Emma Hofbauer Julija Wolkowa Kristina Tschernowa | _ Team Blau    | 12:1     | ausgeschieden | ausgeschieden | ausgeschieden          | ausgeschieden          | 8    |
| _ Team Orange | Polina Lubenez Wang Meihe Sanne Claessens Saskia Rohregger Isabel Walberg Molly Lukowiak Yoo Seo-young Nadia Sancha Sena Hasegawa Dóra Véghelyi Emma Hofbauer Julija Wolkowa Kristina Tschernowa | _ Team Gelb    | 4:9      | ausgeschieden | ausgeschieden | ausgeschieden          | ausgeschieden          | 8    |
| _ Team Orange | Polina Lubenez Wang Meihe Sanne Claessens Saskia Rohregger Isabel Walberg Molly Lukowiak Yoo Seo-young Nadia Sancha Sena Hasegawa Dóra Véghelyi Emma Hofbauer Julija Wolkowa Kristina Tschernowa | _ Team Braun   | 10:14    | ausgeschieden | ausgeschieden | ausgeschieden          | ausgeschieden          | 8    |
| _ Team Orange | Polina Lubenez Wang Meihe Sanne Claessens Saskia Rohregger Isabel Walberg Molly Lukowiak Yoo Seo-young Nadia Sancha Sena Hasegawa Dóra Véghelyi Emma Hofbauer Julija Wolkowa Kristina Tschernowa | _ Team Schwarz | 14:8     | ausgeschieden | ausgeschieden | ausgeschieden          | ausgeschieden          | 8    |
| _ Team Orange | Polina Lubenez Wang Meihe Sanne Claessens Saskia Rohregger Isabel Walberg Molly Lukowiak Yoo Seo-young Nadia Sancha Sena Hasegawa Dóra Véghelyi Emma Hofbauer Julija Wolkowa Kristina Tschernowa | _ Team Grün    | 6:8      | ausgeschieden | ausgeschieden | ausgeschieden          | ausgeschieden          | 8    |
| _ Team Orange | Polina Lubenez Wang Meihe Sanne Claessens Saskia Rohregger Isabel Walberg Molly Lukowiak Yoo Seo-young Nadia Sancha Sena Hasegawa Dóra Véghelyi Emma Hofbauer Julija Wolkowa Kristina Tschernowa | _ Team Grau    | 2:5      | ausgeschieden | ausgeschieden | ausgeschieden          | ausgeschieden          | 8    |

### Eisschnelllauf
| Athleten                                                                 | Wettbewerbe | Zeit        | Rang |
| ------------------------------------------------------------------------ | ----------- | ----------- | ---- |
| Jungen                                                                   |             |             |      |
| Nuraly Aqschol                                                           | 500 m       | 40,07 s     | 26   |
| Nuraly Aqschol                                                           | 1500 m      | 2:02,73 min | 20   |
| Jewgeni Koschkin                                                         | 500 m       | 39,01 s     | 21   |
| Jewgeni Koschkin                                                         | 1500 m      | 2:08,00 min | 31   |
| Mädchen                                                                  |             |             |      |
| Alina Dauranowa                                                          | 500 m       | 42,87 s     | 13   |
| Alina Dauranowa                                                          | 1500 m      | 2:18,82 min | 15   |
| Darja Gawrilowa                                                          | 500 m       | 44,058 s    | 25   |
| Darja Gawrilowa                                                          | 1500 m      | 2:17,06 min | 11   |
| Mixed                                                                    |             |             |      |
| Team 4 Carla Álvarez Yang Binyu Filip Hawryłak Nuraly Aqschol            | Teamsprint  | 2:10,67 min | 13   |
| Team 8 Darja Gawrilowa Victoria Stirnemann Flavio Gross Sun Jiazhao      | Teamsprint  | 2:07,71 min | 8    |
| Team 13 Karyna Schypulja Alina Dauranowa Xue Zhiwen Diego Amaya Martínez | Teamsprint  | DSQ         | DSQ  |
| Team 15 Hanna Bíró Kang Soo-min Jewgeni Koschkin Pawel Taran             | Teamsprint  | 2:07,27 min | 6    |

| Athleten         | Wettbewerbe | Halbfinale | Halbfinale  | Halbfinale | Finale        | Finale        | Finale        | Rang          |
| Athleten         | Wettbewerbe | Punkte     | Zeit        | Rang       | Punkte        | Zeit          | Rang          | Rang          |
| ---------------- | ----------- | ---------- | ----------- | ---------- | ------------- | ------------- | ------------- | ------------- |
| Jungen           |             |            |             |            |               |               |               |               |
| Nuraly Aqschol   | Massenstart | 1          | 6:38,94 min | 9          | ausgeschieden | ausgeschieden | ausgeschieden | ausgeschieden |
| Jewgeni Koschkin | Massenstart | 0          | 6:09,83 min | 15         | ausgeschieden | ausgeschieden | ausgeschieden | ausgeschieden |
| Mädchen          |             |            |             |            |               |               |               |               |
| Alina Dauranowa  | Massenstart | 2          | 6:53,29 min | 9          | ausgeschieden | ausgeschieden | ausgeschieden | ausgeschieden |
| Darja Gawrilowa  | Massenstart | 0          | 6:27,57 min | 14         | ausgeschieden | ausgeschieden | ausgeschieden | ausgeschieden |

### Freestyle-Skiing
| Athleten        | Wettbewerbe | Vorrunde | Viertelfinale | Halbfinale    | Finale        | Rang |
| Athleten        | Wettbewerbe | Rang     | Rang          | Rang          | Rang          | Rang |
| --------------- | ----------- | -------- | ------------- | ------------- | ------------- | ---- |
| Mädchen         |             |          |               |               |               |      |
| Anel Sufaschewa | Skicross    | 11       | –             | ausgeschieden | ausgeschieden | 22   |

### Nordische Kombination
| Athleten             | Wettbewerb           | Skispringen | Skispringen | Skispringen | Langlauf    | Langlauf | Rang |
| Athleten             | Wettbewerb           | Weite       | Punkte      | Rang        | Zeit        | Rang     | Rang |
| -------------------- | -------------------- | ----------- | ----------- | ----------- | ----------- | -------- | ---- |
| Jungen               |                      |             |             |             |             |          |      |
| Swjatoslaw Nasarenko | Normalschanze / 6 km | 64,5 m      | 64,9        | 27          | 22:31,4 min | 27       | 27   |

### Shorttrack
| Athlet                                                                      | Wettbewerb    | Vorlauf      | Vorlauf | Viertelfinale | Viertelfinale | Halbfinale    | Halbfinale    | Finale        | Finale        | Rang |
| Athlet                                                                      | Wettbewerb    | Zeit         | Rang    | Zeit          | Rang          | Zeit          | Rang          | Zeit          | Rang          | Rang |
| --------------------------------------------------------------------------- | ------------- | ------------ | ------- | ------------- | ------------- | ------------- | ------------- | ------------- | ------------- | ---- |
| Jungen                                                                      |               |              |         |               |               |               |               |               |               |      |
| Sanschar Schengissow                                                        | 500 m         | 43,141 s     | 2       | 42,973 s      | 3             | ausgeschieden | ausgeschieden | ausgeschieden | ausgeschieden | 12   |
| Sanschar Schengissow                                                        | 1000 m        | 1:37,947 min | 2       | 1:32,521 min  | 3             | ausgeschieden | ausgeschieden | ausgeschieden | ausgeschieden | 12   |
| Mädchen                                                                     |               |              |         |               |               |               |               |               |               |      |
| Marija Gorbunowa                                                            | 500 m         | DNF          | DNF     | ausgeschieden | ausgeschieden | ausgeschieden | ausgeschieden | ausgeschieden | ausgeschieden | 28   |
| Marija Gorbunowa                                                            | 1000 m        | 1:46,899 min | 2       | 1:41,491 min  | 4             | ausgeschieden | ausgeschieden | ausgeschieden | ausgeschieden | 16   |
| Mixed                                                                       |               |              |         |               |               |               |               |               |               |      |
| Team D Michelle Velzeboer Jenell Berhorst Zhang Tianyi Sanschar Schengissow | Mixed-Staffel | –            | –       | –             | –             | 4:13,578 min  | 3             | PEN           | PEN           | PEN  |

### Ski Alpin
| Athleten            | Wettbewerbe  | 1. Lauf     | 1. Lauf | 2. Lauf     | 2. Lauf | Gesamt      | Gesamt |
| Athleten            | Wettbewerbe  | Zeit        | Rang    | Zeit        | Rang    | Zeit        | Rang   |
| ------------------- | ------------ | ----------- | ------- | ----------- | ------- | ----------- | ------ |
| Jungen              |              |             |         |             |         |             |        |
| Wladislaw Schlemow  | Riesenslalom | 1:11,69 min | 42      | 1:11,38 min | 38      | 2:23,07 min | 36     |
| Wladislaw Schlemow  | Slalom       | 43,35 s     | 41      | DNF         | DNF     | DNF         | DNF    |
| Wladislaw Schlemow  | Super-G      | –           | –       | –           | –       | 1:01,15 min | 50     |
| Wladislaw Schlemow  | Kombination  | 1:01,15 min | 50      | DNF         | DNF     | DNF         | DNF    |
| Mädchen             |              |             |         |             |         |             |        |
| Alexandra Troizkaja | Riesenslalom | DNF         | DNF     | DNF         | DNF     | DNF         | DNF    |
| Alexandra Troizkaja | Slalom       | DNF         | DNF     | DNF         | DNF     | DNF         | DNF    |
| Alexandra Troizkaja | Super-G      | –           | –       | –           | –       | 1:04,42 min | 45     |
| Alexandra Troizkaja | Kombination  | 1:04,42 min | 45      | DNF         | DNF     | DNF         | DNF    |

### Skilanglauf
| Athleten             | Wettbewerbe     | Qualifikation | Qualifikation | Viertelfinale | Viertelfinale | Halbfinale    | Halbfinale    | Finale        | Finale        | Rang |
| Athleten             | Wettbewerbe     | Zeit          | Rang          | Zeit          | Rang          | Zeit          | Rang          | Zeit          | Rang          | Rang |
| -------------------- | --------------- | ------------- | ------------- | ------------- | ------------- | ------------- | ------------- | ------------- | ------------- | ---- |
| Jungen               |                 |               |               |               |               |               |               |               |               |      |
| Ilijas Issabek       | 10 km klassisch | –             | –             | –             | –             | –             | –             | 30:01,0 min   | 37            | 37   |
| Ilijas Issabek       | Sprint Freistil | 3:29,88 min   | 37            | ausgeschieden | ausgeschieden | ausgeschieden | ausgeschieden | ausgeschieden | ausgeschieden | 37   |
| Ilijas Issabek       | Langlauf-Cross  | 4:41,42 min   | 42            | –             | –             | ausgeschieden | ausgeschieden | ausgeschieden | ausgeschieden | 42   |
| Didar Qassenow       | 10 km klassisch | –             | –             | –             | –             | –             | –             | 28:53,1 min   | 24            | 24   |
| Didar Qassenow       | Sprint Freistil | 3:36,54 min   | 51            | ausgeschieden | ausgeschieden | ausgeschieden | ausgeschieden | ausgeschieden | ausgeschieden | 51   |
| Didar Qassenow       | Langlauf-Cross  | 4:38,58 min   | 36            | –             | –             | ausgeschieden | ausgeschieden | ausgeschieden | ausgeschieden | 36   |
| Mädchen              |                 |               |               |               |               |               |               |               |               |      |
| Walerija Battschenko | 5 km klassisch  | –             | –             | –             | –             | –             | –             | 17:57,2 min   | 57            | 57   |
| Walerija Battschenko | Sprint Freistil | 3:05,15 min   | 45            | ausgeschieden | ausgeschieden | ausgeschieden | ausgeschieden | ausgeschieden | ausgeschieden | 45   |
| Walerija Battschenko | Langlauf-Cross  | 6:07,06 min   | 62            | –             | –             | ausgeschieden | ausgeschieden | ausgeschieden | ausgeschieden | 62   |
| Aischa Raqyschewa    | 5 km klassisch  | –             | –             | –             | –             | –             | –             | 15:51,2 min   | 25            | 25   |
| Aischa Raqyschewa    | Sprint Freistil | 2:59,20 min   | 32            | ausgeschieden | ausgeschieden | ausgeschieden | ausgeschieden | ausgeschieden | ausgeschieden | 32   |
| Aischa Raqyschewa    | Langlauf-Cross  | 5:21,54 min   | 21            | –             | –             | 5:16,82 min   | 8             | ausgeschieden | ausgeschieden | 23   |

### Skispringen
| Athleten               | Wettbewerb    | 1. Durchgang | 1. Durchgang | 1. Durchgang | 2. Durchgang | 2. Durchgang | 2. Durchgang | Gesamt | Gesamt |
| Athleten               | Wettbewerb    | Weite        | Punkte       | Rang         | Weite        | Punkte       | Rang         | Punkte | Rang   |
| ---------------------- | ------------- | ------------ | ------------ | ------------ | ------------ | ------------ | ------------ | ------ | ------ |
| Jungen                 |               |              |              |              |              |              |              |        |        |
| Nurschat Tursynschanow | Normalschanze | 70,0 m       | 89,6         | 26           | 78,0 m       | 93,5         | 25           | 183,1  | 26     |
| Danil Wassiljew        | Normalschanze | 87,0 m       | 110,7        | 9            | 85,5 m       | 110,1        | 12           | 220,8  | 9      |
| Mädchen                |               |              |              |              |              |              |              |        |        |
| Weronika Schischkina   | Normalschanze | 72,5 m       | 97,8         | 11           | 73,0 m       | 78,0         | 18           | 175,8  | 17     |
| Amina Tuchtajewa       | Normalschanze | 61,0 m       | 57,5         | 32           | 64,5         | 61,0         | 27           | 118,5  | 29     |